# Getúlio Vargas (documentário)
Getúlio Vargas é um documentário brasileiro de 1974 dirigido por Ana Carolina.
Narrado por Paulo César Pereio, o filme conta a história controversa do Getúlio Vargas, a partir de documentos históricos e depoimentos..